# Nidecker
Nidecker est une entreprise familiale d’action sport suisse basée à Rolle, qui a vu le jour en 1887 en tant que fabricant de roues de charrette. C'est grâce à son savoir-faire en bois courbé qu'elle entra en 1912 dans le ski et en 1984 dans le snowboard. Elle tira profit de la crise en 2005 pour créer et développer ses sociétés sœurs.

## Histoire
(avril 2009).
- 1887 Création de l'entreprise[1] à Étoy[réf. nécessaire] (Suisse).
- 1897 Henri Nidecker s'établit à Rolle avec le premier moteur électrique de la région. Il fabrique des roues de charrette, des échelles[réf. nécessaire] et des brouettes[1].
- 1912 La première paire de ski voit le jour, fabriquée en frêne[1] et en hickory massif[réf. nécessaire]
- 1946 Production de skis en bois contrecollé[1], la demande s'intensifie sur le marché[réf. nécessaire].
- 1962 Production des premiers skis métal[1].
- 1963 Production des premiers skis en fibre de verre[1].
- 1969 Production de skis de fond « incassables » en fibre de verre[1].
- 1978 Henri Nidecker invente le système de « Varia-Clix » permettant de retourner la bande mohai sur les semelle de ski de fond. On lui décernera la médaille d'Or au Salon international des inventions de Genève[réf. nécessaire].
- 1982 Une nouvelle ère des sports de glisse apparaît. Nidecker lance son premier monoski[1] avec un succès immédiat en France et en Suisse[réf. nécessaire].
- 1984 Nidecker produit ses 50 premiers snowboards[1]. Planches destinées exclusivement à la poudreuse avec une semelle 3D et des dérives[réf. nécessaire].
- 1985 Commercialisation des 700 premiers snowboards. Grâce à sa grande expérience, Nidecker développe déjà des planches aux carres acier[réf. nécessaire].
- 1986 Création d'un team Pro et déjà des premières victoires en coupe du monde[réf. nécessaire].
- 1986 Première descente du mont Blanc sur un prototype « Gun » signé Nidecker[réf. nécessaire].
- 1987 Lancement du modèle « GUN », une planche aux lignes de cotes tendues, s'approchant déjà des formes actuelles. Sortie de la première planche pour enfant[réf. nécessaire].
- 1988 Développement d'une gamme complète avec les premières fixations, boots et vêtements techniques[1].
- 1989 Première planche taillée… le « Carving » est né[réf. nécessaire].
- 1990 La première planche asymétrique. Naissance du modèle « Concept »[réf. nécessaire]
- 1991 Lancement du premier wakeboard[1] (proche du ski nautique) permettant aux snowboarders de pratiquer un dérivé de leur sport sur l'eau[réf. nécessaire].
- 1992 Le Ski freestyle prend une nouvelle dimension grâce au « Double Flex Control ». Ce concept de fabrication d'avant-garde, confère une stabilité et une maniabilité sans égales. Une nouvelle génération de rider freestyle intègre la marque.

Hansi Roesch est sacré champion d'Europe de slalom sur un « Extrême asymétrique »[réf. nécessaire].
- 1994 Construction de la nouvelle usine de snowboards à Rolle à la suite de l'incendie de l'ancienne manufacture[réf. nécessaire].
- Association avec Donuts et création de NDK[1].